# Discomycella
Discomycella is een monotypisch geslacht van schimmels uit de orde Helotiales. Het bevat alleen Discomycella tjibodensis.